# Keude Jeunieb
Keude Jeunieb is een bestuurslaag in het regentschap Bireuen van de provincie Atjeh, Indonesië. Keude Jeunieb telt 201 inwoners (volkstelling 2010).